# 冈切县

所在位置

冈切县，是巴基斯坦吉尔吉特-巴尔蒂斯坦北部的一个县。总面积4,052 km2 (1,564.5 sq mi)，总人口88,366(1998)。县治位于Khaplu。
该地是巴基斯坦温度最低的地点，被称作“第三极”。